# Ministerraad
Een ministerraad wordt gevormd door alle ministers van een regering, dus zonder eventuele staatssecretarissen of onderministers. De ministerraad bepaalt over regeringsbeleid en besluiten worden meestal door meerderheid genomen.

## België
De ministers uit de federale regering vormen de Ministerraad. De gemeenschappen en de gewesten hebben overeenkomstig de Belgische Grondwet (GW) geen ministerraad, maar een Regering. De facto spreekt men echter ook hier van ministerraden.
In België mag de federale ministerraad hoogstens 15 leden tellen (art. 99 GW). De raad wordt paritair samengesteld, wat wil zeggen dat er bij een even aantal evenveel Franstalige als Vlaamse ministers in de ministerraad zetelen. Bij een oneven aantal ministers geldt het principe dat de voorzitter van de ministerraad onafhankelijk optreedt, waardoor het evenwicht bewaard kan worden.
De Ministerraad en de Gemeenschaps- en Gewestregeringen moeten personen van verschillend geslacht tellen (art. 11bis, tweede lid GW).
Grondwettelijk gezien maken staatssecretarissen (art. 104, tweede lid GW) noch ministers van Staat deel uit van de ministerraad. De staatssecretarissen kunnen echter wel worden opgeroepen deel te nemen aan een vergadering van de ministerraad. De raad wordt geleid door de eerste minister en is de belangrijkste vergadering van de uitvoerende macht, hier worden immers de belangrijkste beleidskeuzes vastgelegd. Ministers van Staat kunnen worden opgeroepen in de Kroonraad.
De ministerraad vergadert niet alleen met het oog op de totstandkoming van formele beslissingen, maar poogt ook een gezamenlijke en vertrouwelijke gedachtewisseling mogelijk te maken.
De ministerraad als instelling heeft zijn oorsprong in gewoonte en traditie. Door de evolutie van onze instellingen is deze raad echter geëvolueerd tot een van de belangrijkste machtsepicentra van de Belgische politiek.
Volgens de normale gang van zaken vergadert de ministerraad één keer per week, met name op vrijdagmorgen in de Wetstraat 16 in Brussel. Tijdens de vergaderingen zetelen de leden van de ministerraad aan een lange ovale tafel, waar ieder lid beschikt over een door de voorzitter toegewezen vaste plaats.
Behalve de ministers woont alleen de secretaris van de ministerraad de vergaderingen bij.
Volgens het principe van de regeringssolidariteit wordt er binnen de ministerraad niet over beleidsbeslissingen gestemd, maar worden beslissingen genomen op basis van consensus.

### Kernkabinet
Het kernkabinet is een vergadering van de premier met de vicepremiers van een ministerraad. De andere ministers (of staatssecretarissen) maken er dus in principe geen deel van uit.
De regeringsleider (premier/eerste minister of minister-president) wordt geacht partijneutraal te zijn, terwijl de vicepremiers of viceminister-presidenten hun partij vertegenwoordigen. Daarom is er doorgaans ook een vicepremier van de partij van de premier zelf. In een kernkabinet worden dan de belangrijkste zaken besproken voordat ze in de voltallige ministerraad formeel worden besproken. In de Belgische Grondwet wordt enkel de ministerraad vermeld; het kernkabinet is dus een informele bijeenkomst waar enkel politieke akkoorden kunnen worden genomen maar geen formele beslissingen.
In de Vlaamse Regering-Jambon bijvoorbeeld bestaat (anno 2019) het kernkabinet uit minister-president Jan Jambon (N-VA) en viceminister-presidenten Hilde Crevits (CD&V), Bart Somers (Open Vld) en Ben Weyts (N-VA).

## Nederland

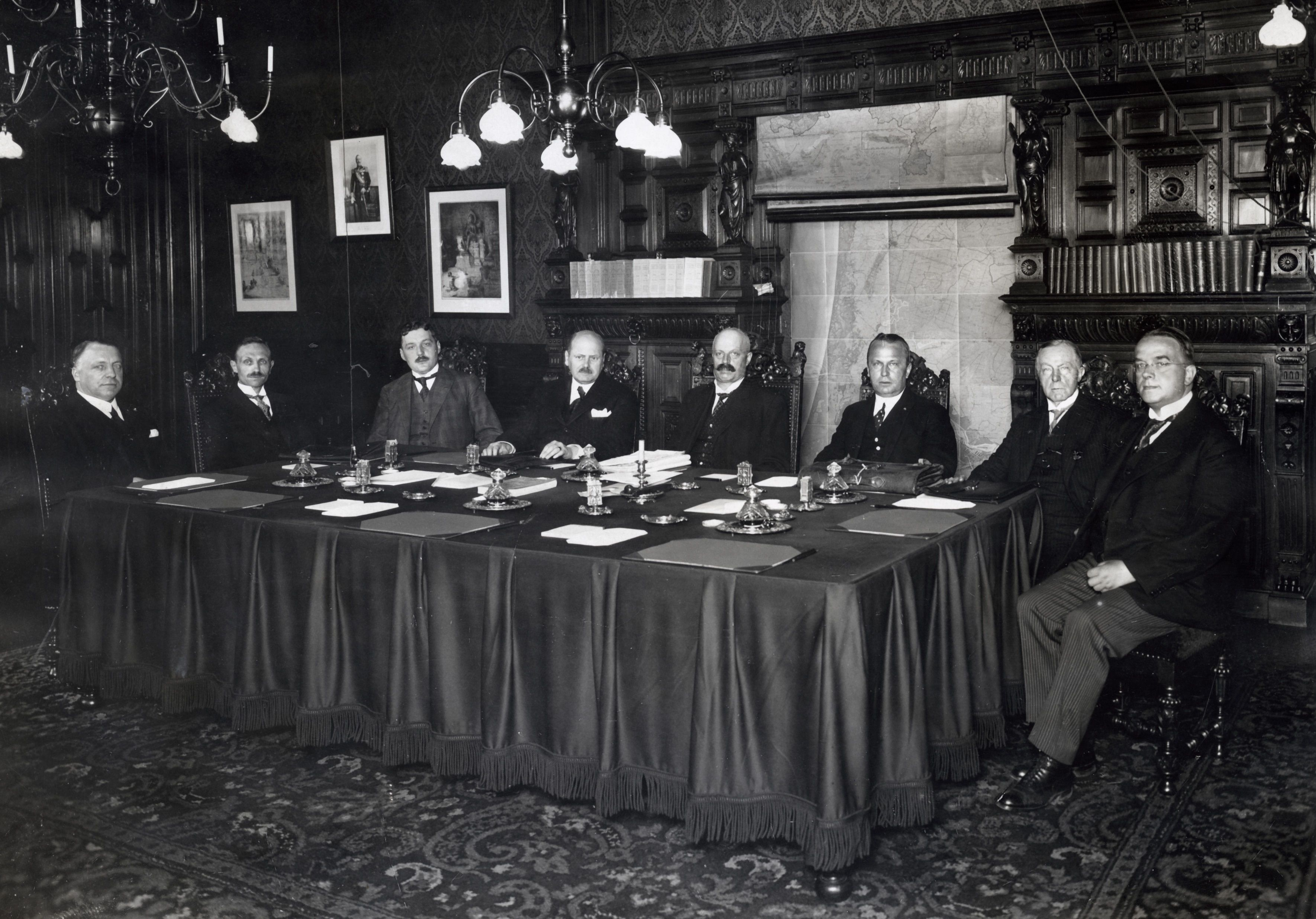
Ministerraad van het kabinet-Ruijs de Beerenbrouck III (1929-1933), foto 1929.

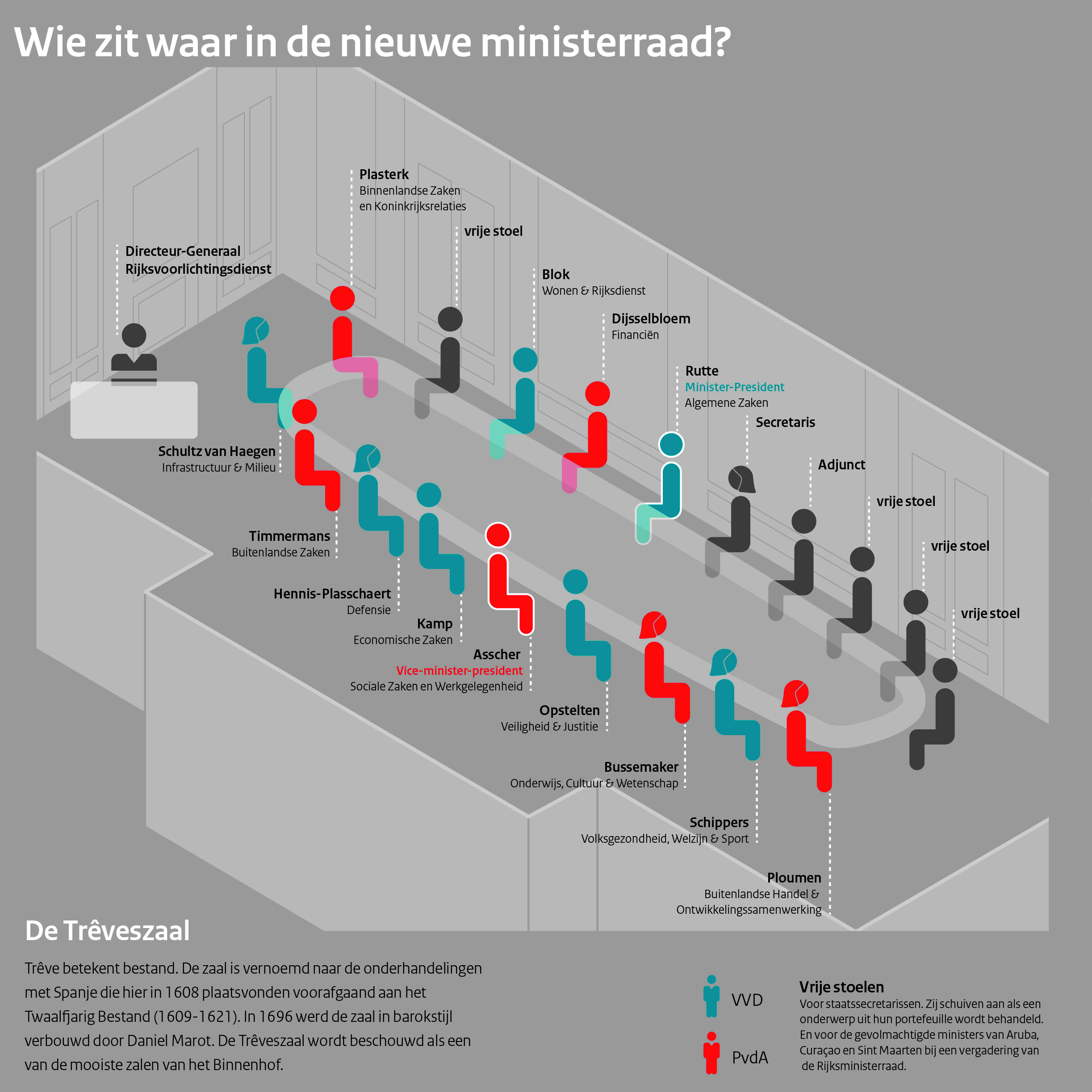
De plaatsen van de ministers in het kabinet-Rutte II (2012-2017).

In Nederland maken alle ministers deel uit van de ministerraad; elke minister heeft stemrecht. Staatssecretarissen maken geen deel uit van de ministerraad; ze hebben alleen toegang tot de raad als ze zijn uitgenodigd. In de Nederlandse ministerraad wordt overlegd over het algemeen regeringsbeleid, besluiten worden bij meerderheid genomen. De ministerraad wordt soms aangevuld met de gevolmachtigde ministers van Aruba, Curaçao en Sint-Maarten, deze grotere raad wordt de Rijksministerraad genoemd. De minister-president is voorzitter van de ministerraad.